# Kanaloa
Kaoue é um género botânico pertencente à família Fabaceae.

## Espécies
- Kanaloa kahoolawensis